# Lomsjö (Vänga socken, Västergötland)
Lomsjö är en sjö i Borås kommun i Västergötland och ingår i Göta älvs huvudavrinningsområde.